# Système pétrolier
En géologie pétrolière, un système pétrolier est une zone vérifiant des conditions géologiques d'existence de gisements de pétrole (et de gaz naturel). La notion a été formalisée par Alain Perrodon, un géologue français vers 1980, mais avait pu être esquissée par Israel Charles White dès 1885 .

## Formation

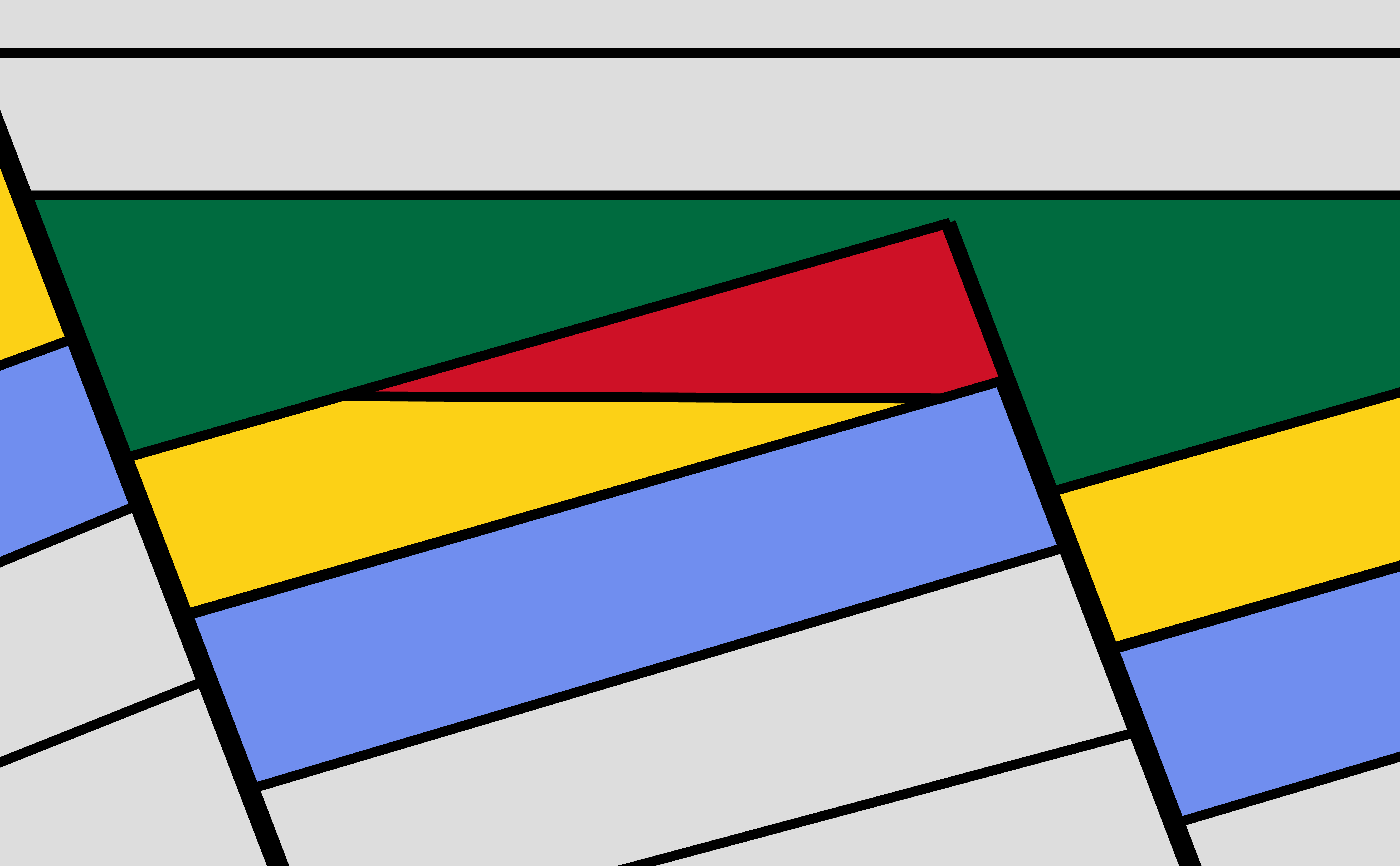
Piège géologique hybride dans un bloc basculé ; Bleu : roche-mère ; jaune : roche réservoir ; vert : roche couverture ; rouge : hydrocarbures.

La formation d'un système pétrolier nécessite la présence simultanée de 5 paramètres : 
- Existence d'une roche mère: formation riche en matière organique ou seront générés les hydrocarbures,
- Existence au contact ou non de la roche mère d'une roche réservoir: formation poreuse ou pourront s'accumuler les fluides après migration,
- Présence au-dessus du réservoir d'une roche couverture: couche imperméable, bloquant la remontée des hydrocarbures vers la surface. La roche mère peut aussi avoir le rôle de roche couverture si elle est située au dessus de la roche réservoir,
- Présence de pièges géologiques: structures stratigraphiques ou tectoniques permettant la remontée d'une partie de la roche réservoir dans la roche couverture ou pourront s'accumuler les hydrocarbures,
- Maturation suffisante de la roche-source, permettant la génération et l'expulsion des hydrocarbures.

Lorsqu'une compagnie pétrolière lance l'exploration d'une nouvelle région, elle cherche d'abord à démontrer que tous ces éléments sont réunis, autrement dit qu'un système pétrolier fonctionnel existe. À titre d'exemple, le système pétrolier qui contient le plus grand gisement du monde, celui de Ghawar en Arabie Saoudite, est l'un des plus étudiés. Il comprend des roches-source jurassiques. Quatre couches de calcaire entrecoupées de strates riches en anhydrites jouent les rôles de réservoir et de scellement respectivement. Enfin, un énorme anticlinal a créé le piège.